# アントマン&ワスプ:クアントマニア
『アントマン&ワスプ:クアントマニア』（原題：Ant-Man and the Wasp: Quantumania）は、マーベル・コミックに登場するキャラクターであるアントマンとワスプを基にした2023年公開のアメリカ合衆国のスーパーヒーロー映画である。
マーベル・スタジオが製作し、ウォルト・ディズニー・スタジオ・モーション・ピクチャーズが配給する、『アントマン』（2015年）と『アントマン&ワスプ』（2018年）の続編であり、マーベル・シネマティック・ユニバース（MCU）の31番目の作品である。ジェフ・ラブネスの脚本をペイトン・リードが監督し、スコット・ラング役のポール・ラッド、ホープ・ヴァン・ダイン役のエヴァンジェリン・リリーをはじめ、マイケル・ダグラス、ミシェル・ファイファー、キャスリン・ニュートン、ジョナサン・メジャースらが出演している。
『アントマン』第3作目の計画は2019年11月には確定し、リードとラッドが復帰することとなった。2020年4月までにラブネスが脚本執筆に起用され、COVID-19のパンデミック中に本作の企画が開始された。2020年12月に映画のタイトルと新しいキャストが発表された。トルコでの撮影は2021年2月初旬に始まり、6月中旬にはサンフランシスコで追加撮影が行われ、7月末にはバッキンガムシャーのパインウッド・スタジオで主要撮影が開始された。また、アトランタでも撮影が行われ、2022年まで続いた。
MCUのフェーズ5の幕開けとして、2023年2月17日に日本とアメリカ合衆国で同時公開された。

## ストーリー
サノスとの最終決戦でアベンジャーズと共に世界を救ったことにより、 スコット・ラング / アントマンと ホープ・ヴァン・ダイン / ワスプは有名なスーパーヒーローとなった。ハンク・ピムらもその恩赦によって、スコットの過失による罪が免除され、元の平穏な暮らしを取り戻した。ある日、スコットの娘であるキャシー・ラングが今後の脅威に備えて量子世界へと信号を送る人工衛星を開発するが、起動した影響で突然装置が光を放ち、ピム一家とスコットとキャシーは量子世界へと吸い込まれてしまう。やがてスコット達は、全ての時間を操る最凶の存在である征服者カーンと対峙することとなる。

## 登場人物・キャスト
スコット・ラング / アントマン
演 - ポール・ラッド、日本語吹替 - 木内秀信
元泥棒にして、アベンジャーズの一員である2代目アントマン。エンジニアとしての技術を使いカスタマイズした縮小・拡大できるアントマンスーツをピムから受け継いだ。 サノスとの最終決戦で、アベンジャーズとして世界を救ったことから一気に有名となった。娘のキャシーが発明した装置によってホープ達と再び量子世界へと吸い込まれてしまい、そこで遭遇したカーンにある取り引きを持ち掛けられる。
ホープ・ヴァン・ダイン / ワスプ
演 - エヴァンジェリン・リリー、日本語吹替 - 内田有紀
ハンク・ピムとジャネット・ヴァン・ダインの娘で、母親からアントマンと同様の性能と飛行能力を持つワスプスーツを受け継いだ2代目ワスプ。 スコットと共にアベンジャーズとして世界を救ったことから一気に有名となり、その恩赦として一家全員罪が免除され元の暮らしを取り戻した。現在は、家族と共に取り戻したピム・テックを発展させた財団を父ハンクから引き継ぎ、ピム粒子を応用した技術を駆使して世界中を支援している。
征服者カーン
演 - ジョナサン・メジャース、日本語吹替 - 中村和正
『ロキ』の登場人物の時間変異取締局（TVA）の創設者である在り続ける者とは別のタイムラインの変異体で、彼の死によって量子世界に出現する「タイムトラベルする、マルチバースの敵」。あらゆる時間・マルチバースへと行ける自身の船とデバイスを起動する為のエネルギーコアを取り戻すべくピム粒子が必要となり、獲得の為に動き出し、捕えたスコットに取り引きを持ち掛ける。『ロキ』のヘッドライターであるマイケル・ウォルドロンによって、MCUの「次の大きなクロスムービーのヴィラン」と評された。演じたメジャースは、以下の変異体も演じている。
イモータス
ミッドクレジットシーンに登場したカーン評議会のメンバーの一人。スコット達と戦ったカーンが倒されたことを知り、全ての時間軸のカーンを集結させアベンジャーズを倒そうと模索する。
ラマ・タト
ファラオのような姿をした変異体の一人であり、カーン評議会のメンバー。
センチュリオン
鋼のスーツを装着した変異体の一人のであり、カーン評議会のメンバー。
ヴィクター・タイムリー
ポストクレジットシーンに登場。ある時間軸にて未来の技術を紹介しようと聴衆の前に姿を現す。
キャシー・ラング
演 - キャスリン・ニュートン、日本語吹替 - 高橋李依
スコットが全身全霊をかけて愛する一人娘。スコットがデジメーション時に量子世界から元の世界へ戻れなかった5年の間にかなり成長した。現在はハンクの研究を手伝っているが、ピム粒子を使って警察沙汰を起こしては留置場へと入れられている。また、自作のアントマンスーツを携帯している。皆がいなくなっていた5年の間に、量子世界に関心を寄せ、量子世界の地図を製作するために信号を送る装置を開発し起動するが、それが原因でスコット達と共に量子世界へと吸い込まれてしまう。詳細は不明であるが、『アベンジャーズ/エンドゲーム』で同役を演じたエマ・ファーマンから変更されている。
ジャネット・ヴァン・ダイン
演 - ミシェル・ファイファー、日本語吹替 - 高島雅羅
ピムの妻であり、ホープの母親。元S.H.I.E.L.D.のエージェント。前作『アントマン&ワスプ』まで30年間、量子世界で行方不明になっていた初代ワスプ。量子世界にてカーンと遭遇しており、現実世界に戻った後も彼を警戒している。
ハンク・ピム
演 - マイケル・ダグラス、日本語吹替 - 御友公喜
元S.H.I.E.L.D.のエージェント、昆虫学者、物理学者で、1963年に原子間距離を操作する亜原子粒子ピム粒子を発見・開発した初代アントマン。スコットとホープがアベンジャーズとして世界を救った事から、恩赦としてスコットの過失による罪が免除され、一家揃って元の平穏な暮らしを取り戻した。
ヴェブ
声 - デヴィッド・ダストマルチャン、日本語吹替 - 山口勝平
量子世界に住む赤色のスライムのような生き物。身体から出る体液を飲むことで、量子世界の住人達の言葉を理解出来るようになる。声を担当したダストマルチャンは、『アントマン』シリーズではカートを演じている。
クライラー卿
演 - ビル・マーレイ、日本語吹替 - 江原正士
量子世界の内にあるコミュニティ・“アクシア”を統治する男。ジャネットの旧友にして、共にカーンと戦った反乱軍の仲間。
クアズ
演 - ウィリアム・ジャクソン・ハーパー、日本語吹替 - 北田理道
量子世界の住人。テレパスの能力を持っている。
ジェントーラ
演 - ケイティ・オブライアン、日本語吹替 - 冠野智美
量子世界を征服したカーンを倒そうとしている、反乱軍のリーダー的存在である女戦士。
ダレン・クロス / M.O.D.O.K.
演 - コリー・ストール、日本語吹替 - 山野井仁
ハンク・ピムの元弟子兼助手であり、アントマン・スーツを模倣して作ったスーツ；“イエロージャケット”の軍事利用を企んでいた元ピム・テックCEO兼科学者。かつてスコットとイエロージャケットを巡り戦いを繰り広げ、激闘の末消滅したかに見えたが、実際は量子世界で密かに生き延びていた。しかしスコットにスーツを破壊されたことで肉体が異常縮小を起こした影響か、頭部が異様に肥大化した珍妙な姿となってしまった。その後はカーン軍の兵士に回収されて改造手術を受け、ハンクやスコット達への復讐心を持ちつつカーンの配下として彼らを付け狙うようになる。キャシーが開発した量子世界へと信号を送る装置の信号をキャッチし、スコット達を量子世界へと引きずり込む。ちなみにM.O.D.O.K.とは、「猛烈な大虐殺を行う機械生命体（Mechanized Organism Designed Only for Killing）」の頭文字から取った名前。
ジェームズ・“ジミー”・E・ウー
演 - ランドール・パーク、日本語吹替 - 台詞なし
前作『アントマン&ワスプ』にて自宅軟禁中のスコットを監視していたFBI捜査官。ウエストビューでの事件では、S.W.O.R.D.によるウエストビューの調査に駆り出され、事件解決に尽力した。今作では、アベンジャーズの一員となったスコットと共に食事をしていた。
デイル
演 - グレッグ・ターキンソン、日本語吹替 - 小形満
サーティーワンアイスクリームの一店舗のマネージャー。前々作『アントマン』にて前科者であるスコットのことを解雇したが、アベンジャーズの一員として世界を救ったアントマンがスコットであることがわかると、「Employee of the Century (世紀の従業員)」として表彰した。
ロキ
演 - トム・ヒドルストン（クレジットなし）、日本語吹替 - 平川大輔
北欧神話の悪戯の神“ロキ”のモデルであり、アベンジャーズのメンバーである雷神ソーの義弟で裏切りの神。現在はTVA（時間変異取締局）のメンバー。ポストクレジットシーンに登場。メビウスと共に、ある時間軸にいるカーンの変異体を調査していた。
メビウス・M・メビウス
演 - オーウェン・ウィルソン（クレジットなし）、日本語吹替 - 志村知幸
TVAの分析官。神聖時間軸を乱した変異体の追跡・捕縛・尋問などを主任務とする。TVAに“専門家”として参加することになったロキを裏切らないように見張って共に行動するが、彼と徐々に友情を育んでいった。ポストクレジットシーンに登場。ロキと共に、ある時間軸にいるカーンの変異体を調査していた。

## 製作

### 企画
『アントマン&ワスプ』（2018年）の公開を前に、ペイトン・リード監督は、第2作の要素としてフランチャイズの第3作目となる可能性がある作品に向けて「たくさんのお遊び」が残されていると述べた。その中で、『アントマン』（2015年）で登場し、『アントマン&ワスプ』でさらに掘り下げられた"量子世界"を取り上げ、前作では「足を踏み入れただけ」だったと述べた。さらにリードは、自分とマーベル・スタジオは第3作目に期待しており、そのような続編のための潜在的なストーリーポイントについて話し合ったと付け加えた。 
2019年2月、ハンク・ピム役のマイケル・ダグラスは、『アントマン&ワスプ』の続編に関する非公式な話し合いが行われたことを認めたが、その時点では、エヴァンジェリン・リリーは、『アベンジャーズ/エンドゲーム』（2019年）に出演した後の彼女のキャラクターであるホープ・ヴァン・ダイン/ワスプの今後の計画については何も聞いていなかった。リリーは次のように述べている。「ホープは旅の途中です。彼女の旅が終わったとは到底思えません」。同年10月には、ミシェル・ファイファーが続編でジャネット・ヴァン・ダイン役を再び演じることに興味を示したほか、マーベル・スタジオ社長のケヴィン・ファイギは、『エンドゲーム』以降のマーベル・シネマティック・ユニバース（MCU）におけるポール・ラッド演じるスコット・ラング/アントマンの将来について訊かれ、同作のラストで「チェスの駒は非常に意図的に配置された」と答え、「ボードから外された」者もいれば、アントマンのように「まだ（ボードに）乗っている者もいるので、分からない」と述べている。ラッドは、『アントマン』の3作目、あるいは他のヒーローのMCUフランチャイズの一部として、この役に復帰するかどうかを訊かれ、その両方の選択肢が検討されたと答えた。 
リードは、2019年11月初めに『アントマン』第3作の監督として正式に契約した。ラッドがラング役で出演し、リリーとダグラスも復帰することが決まった。撮影は2021年1月に開始され、2022年に公開される可能性が高いとされていた。新しい映画製作者が作品ごとにヒーローに異なるテイストをもたらすことにマーベルが関心を寄せているにもかかわらず、リードが再び起用されたのは、「アントマンの世界を本当に把握しており、3部作をまとめるために戻ってきてほしい」と幹部が考えたためであった。ジェフ・ラブネスは、COVID-19のパンデミックによる“ハリウッド閉鎖の初期段階”に本作の脚本を担当することになり、2020年4月までに脚本の執筆に取り組み始めた。その時点では、パンデミックがすべての映画製作に影響を与えていたため、本作の製作開始時期が不透明となってしまった。2020年8月、リードはパンデミックの間も本作の企画が続いていることを認めた。彼は、パンデミックに関する物議を醸すコメントを受けて、リリーの役割が減るのではないかという噂があったものの、リリーは“アントマン”と“ワスプ”のパートナーシップにおいて「とてもとても重要な存在」であるため、今後もラッドと並んで映画の中で同等の役割を果たすだろうと述べた。さらにリードは、本作のストーリーは「まだ正式なものは何もない」ものの、「ひび割れている」と付け加え、3作目は「最初の2作よりも大きく、広大な映画であり、非常に異なるビジュアルテンプレートを持つ」と述べた。 

### プリプロダクション
2020年9月、ジョナサン・メジャースが本作の"中心となるな人物"にキャスティングされ、それは征服者カーンであると報じられた。カーン役にキャスティングされた俳優は、まずDisney+のシリーズ『ロキ』で“在り続ける者”と名付けられた別バージョンの人物を演じることになるため、リードやマーベルスタジオの幹部に加えて、ロキの第1シーズンの監督であるケイト・ヘロンと脚本家チームのリーダーであるマイケル・ウォルドロンがメジャースのキャスティングに関わった。11月には、撮影が2021年に開始される見込みとなった。12月には、ファイファーが出演を認め、撮影は2021年半ばにも開始されることになった。その直後に開催されたディズニーのインベスター・デイで、ファイギは映画のタイトルを『Ant-Man and the Wasp: Quantumania』と明かした。また、ラッド、リリー、ダグラス、ファイファー、そしてカーン役のメジャースの復帰を認め、キャシー・ラング役としてキャスリン・ニュートンが参加することを明らかにした。『アベンジャーズ/エンドゲーム』で10代の頃の同役を演じたエマ・ファーマンは、ニュートンが同役を引き継ぐことが発表されたことを悲しみ、将来的にMCUに関わることを希望していると述べた。同月末、ラブネスは脚本の第一稿を提出したことを明らかにし、マーベル側がCOVID-19のパンデミック休止期間を利用して、本作で「何か新しくて奇妙なことをしていた」ようだと語った。ファイファーとダグラスの両名は、本作が2022年に公開されることを示唆した。  

### 撮影
2021年2月4日、トルコの文化観光大臣であるメフメット・エルソイは、同国のカッパドキア地方で本作の撮影が開始され、トルコの他の地域でも撮影が行われることを発表した。3月初めには、ティップ・“T.I.”・ハリスが、『アントマン』の前2作のキャラクターであるデイヴとして復帰しないことが明らかになった。このニュースは、2月末にハリスと妻のタメカ・コトルに対する性的虐待疑惑が浮上したことを受けてのものであったが、バラエティは、それとは無関係であり、ハリスが続編に復帰する予定はもともとなかったと報じている。2021年5月初め、マーベル・スタジオは本作を2023年2月17日に公開することを発表した。6月中旬、ラッドとダグラスは撮影の準備のためにイギリスに向かった。外観の写真や背景プレートを撮影するための撮影が、6月19日と20日にサンフランシスコのノースビーチにあるサンフランシスコ市警察中央署で行われ、警察署の内部や建物の外観、サンフランシスコのダウンタウンなどが撮影された。7月、『ヴァニティ・フェア』のジョアンナ・ロビンソンは、コリー・ストールが『アントマン』のダレン・クロス/イエロージャケット役を『Quantumania』で「何らかの形で」再び演じると報じた。 
2021年7月26日、バッキンガムシャーのパインウッド・スタジオで、ワーキングタイトル『Dust Bunny』を使用して、主要撮影が開始された。本作には、リードがDisney+のスター・ウォーズシリーズ『マンダロリアン』のエピソードを監督する際に使用した、インダストリアル・ライト&マジック社のバーチャルプロダクション技術「StageCraft」が使用されている。主要撮影は2021年1月に開始される予定だったが、COVID-19パンデミックの影響で延期された。その後、5月31日から9月24日の間に行われる予定となった。Will Htay氏がプロダクションデザイナーを務めることになった。また、撮影はアトランタでも行われ、2022年にはキャストとともにサンフランシスコに製作の場を移した。

## 公開

### アメリカ
『アントマン&ワスプ:クアントマニア』は、2023年2月17日に公開された。当初は2022年に公開する予定としていた。その後、公開日が2023年7月28日に変更されたが、ウォルト・ディズニー・カンパニーは2022年4月29日に2023年2月17日に公開予定だった『ザ・マーベルズ』との公開順序を入れ替える形で前記の公開日に変更となった。本作はMCUのフェーズ5の一部を形成する。ディズニー傘下の定額制動画配信サービス「Disney+」では2023年5月17日から配信する予定。

### 日本
日本では2023年2月17日に日米同時公開された。邦題は原題の『Ant-Man and the Wasp: Quantumania』そのままに『アントマン＆ワスプ：クアントマニア』となった。
ビデオソフトについてはデジタル配信が先行する形で購入は同年4月18日から、レンタルは同年5月30日からそれぞれ開始する予定。Disney+ではアメリカと同じく同年5月17日から見放題独占配信する予定。Blu-ray Discは同年7月12日にMovieNEXと4K UHD MovieNEXがそれぞれ発売される予定。

## 将来
2015年6月、リードはハンク・ピムの若い頃に焦点を当てた前日譚映画を提案し、2018年6月にはそのアイデアにダグラスが興味を示した。